# Mykołajiwka (rejon nowomoskowski)
Mykołajiwka (ukr. Миколаївка) – wieś na Ukrainie, w obwodzie dniepropetrowskim, w rejonie nowomoskowskim, w hromadzie Hubynycha. W 2001 liczyła 3324 mieszkańców, spośród których 3141 wskazało jako ojczysty język ukraiński, 174 rosyjski, 13 mołdawski, 2 węgierski, 10 białoruski, 1 mołdawski, 4 białoruski, 1 ormiański, a 3 inny.